# Михайловський Дем'ян Трохимович
Михайловський Дем'ян Трохимович (1806–1844) — український співак і музикант. Соліст Придворної співацької капели в Петербурзі. Народився в с. Будище Кролевецького повіту Чернігівської губернії, тепер Коропського району.